# Fuirena enodis
Fuirena enodis är en halvgräsart som beskrevs av Charles Baron Clarke. Fuirena enodis ingår i släktet Fuirena och familjen halvgräs. Inga underarter finns listade i Catalogue of Life.